# Tour solaire de Meudon
La tour solaire de Meudon est un télescope spécialisé constitué d'une tour de béton d'une hauteur de 36,47 mètres sur le site de Meudon de l'observatoire de Paris. Elle est équipée d'un spectrographe pour examiner le Soleil.
La tour solaire de Meudon a été construite entre 1964 et 1967 par l'architecte BCPN (architecte en chef des bâtiments civils et palais nationaux) André Remondet (1908-1998).

## Présentation générale
La première image a été obtenue le 29 avril 1969.
En haut de la tour un grand coelostat dont le miroir primaire mesure 80 cm, renvoie la lumière vers le miroir du télescope. Celui-ci mesure 69 cm de diamètre, mais il est diaphragmé par la lame d'entrée qui ne mesure que 60 cm. La focale du télescope est de 45 m, ce qui donne au Soleil un diamètre de 42 cm au foyer. Le spectrographe de 14 m de focale est l'un des plus grands au monde. Il donne une résolution spectrale de 300 000 à 600 000 selon le réseau utilisé.

La tour a été utilisée pour des mesures de champs de vitesses grâce au dispositif de "Double Passage Soustractif Multicanaux" ou plus simplement DPSM mis en place par Pierre Mein au début des années 1970.

Aujourd'hui, la tour a plusieurs fonctions. C'est principalement un outil d'enseignement qui permet de réaliser des travaux pratiques de spectroscopie pour les étudiants du Master d'astrophysique. C'est aussi un instrument de recherche. Des observations y sont menées en mode DPSM mais aussi en spectroscopie. La tour et son spectrographe constituent également un grand banc d'essais sur lequel il est possible de tester des instruments. Un nouveau DPSM utilisant un éclateur à miroirs est actuellement en cours de montage dans le spectrographe. Un analyseur de polarisation a été monté devant le spectrographe pour l'enseignement de la spectropolarimétrie. Cet analyseur, qui utilise des lames retardatrices à cristaux liquides permet de mesurer les paramètres de Stokes I, Q, U et V.

## Histoire de la tour solaire
La tour solaire est née des progrès de la géodésie spatiale et de l’observation des satellites artificiels qu’avait entrepris Paul Muller à la fin des années cinquante. Il fallait disposer d’une plateforme d’observation dominant la forêt et disposant d’un horizon à 360°. Un projet de château d’eau sur le site de l’observatoire a été modifié pour créer une tour d’observation capable de recevoir un théodolite.

En 1958, R. Michard et Gérard Wlérick concevaient un projet de tour solaire dans la partie sud de l’observatoire qui dominait la forêt à 35 mètres de haut. Le chantier commença en octobre 1963 pour s’achever en avril 1967. Le coût total de la tour solaire aura été de trois millions de francs, ce qui est particulièrement bas pour une installation de cette envergure.
À l'époque de sa construction, la Tour de Meudon était l'un des plus grands instruments solaires avec son télescope de 60 cm de diamètre. En 1973, l'astronome Pierre Mein, installe un dispositif de spectro-imagerie à double passage soustractif multi-canaux (DPSM) qui permet de réaliser des cartes de champs de vitesses sur des structures chromosphériques.

## Intérêt des tours solaires
Notre atmosphère n’est pas une couche homogène comme une lame de verre optique mais un milieu turbulent dans lequel les rayons lumineux subissent de nombreuses déviations aléatoires et des déphasages. Cette turbulence est particulièrement nuisible aux observations diurnes car le Soleil chauffe le sol qui dissipe cette chaleur et dégrade les images. À quelques dizaines de mètres de hauteur, ces effets sont nettement moins gênants. C'est pour cela que l'on place les instruments solaires en hauteur. La tour solaire du Mont-Wilson date du début du vingtième siècle.

## Description de l'instrument

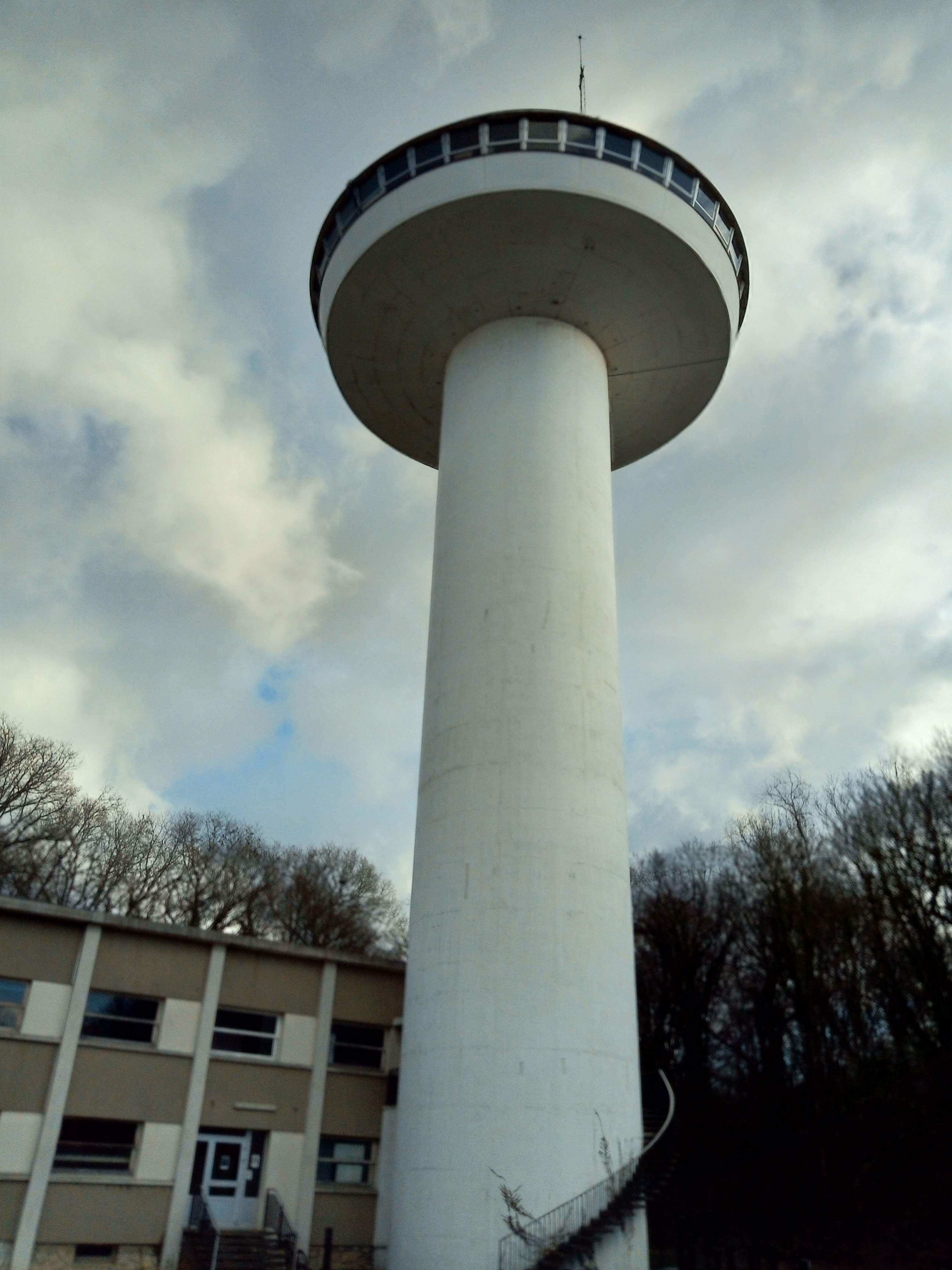
Vue rapprochée de la Tour solaire de Meudon.

Le bâtiment de la tour de Meudon est composé d’une structure extérieure qui protège l’instrument du vent et d’une tour intérieure qui contient le télescope. La terrasse est très large car des bureaux ont été disposés en couronne dans la partie supérieure. Elle est peinte en blanc pour réfléchir la lumière du Soleil et éviter l’échauffement du sol. Un coelostat renvoie la lumière du Soleil dans le tube du télescope. Il est composé de deux miroirs. Le primaire, d’un diamètre de 80 cm est entraîné par un moteur électrique sur son axe parallèle à celui de la Terre. Le secondaire, de 70 cm peut monter ou descendre selon la hauteur du Soleil dans le ciel. Il renvoie la lumière dans le puits vertical contenant le télescope. L’entrée du tube est fermée par une lame à faces parallèles de 60 cm de diamètre.

Le miroir primaire du télescope, d’un diamètre de 69 cm et d’une distance focale de 45 mètres est placé au bas de la tour. Le faisceau est coudé une première fois par un miroir plan de 45 cm à mi-hauteur et légèrement déporté par rapport au primaire qui travaille ainsi hors axe. Le faisceau est coudé une seconde fois par un miroir plan de 50 cm incliné à 45° qui le dirige vers la salle d’observation après avoir traversé une seconde lame de fermeture qui assure ainsi la fermeture du tube. La résolution théorique du télescope est de 0,25 ". Les premières images, obtenues à partir de 1969, révélèrent des détails très fins sur le Soleil, de l'ordre de 0,30 ". L'optique de l'instrument a été réalisée à l'atelier de l'observatoire de Paris. Depuis les années 1970, la qualité du site s'est notablement dégradée et aujourd'hui il est rare d'obtenir une résolution inférieure à la seconde.
La tour a donné lieu à de très nombreuses publications entre 1971 et 1991. 
Par la suite, à cause de la dégradation du site et de l'évolution des thématiques, les chercheurs de Meudon ont étudié et construit un nouvel instrument, le télescope THEMIS situé à Tenerife. La tour de Meudon est ainsi restée sans activité scientifique pendant une décennie environ. C'est vers 2003 que son activité a repris. 
Aujourd'hui, l'instrument a un usage varié :
- enseignement méthodologique pour le Master. Enseignement de la spectroscopie et de la spectro-polarimétrie avec un analyseur à cristaux liquides ;
- mise en place d'un spectro-imageur (DPSM) utilisant un éclateur à miroirs dans le cadre du projet international EST (European Solar Telescope) ;
- observations scientifiques pour les campagnes d'observations coordonnées ;
- étalonnage des instruments spatiaux (tels que le Filtergraph du Polarimetric et l' Helioseismic Imager de Solar Orbiter).

Bien que n'étant plus un instrument solaire de premier plan, la tour solaire de Meudon reste un outil de proximité pour les chercheurs de la communauté française. Utilisé pour l'enseignement, dans le cadre d'un projet de recherche et développement mais aussi pour quelques observations scientifiques, cette tour demeure un outil très précieux.